# Puente ferroviario de Antónivka
El puente ferroviario de Antónivka (en ucraniano: Антонівський залізничний міст) era uno de los puentes sobre el río Dniéper entre las ciudades de Jersón y Antónivka del óblast de Jersón, Ucrania. El puente de vía única y conectaba línea de ferrocarril Jersón-Kerch. El puente fue destruido tras la retirada de las tropas rusas en noviembre de 2022.

## Geografía
El puente está situado en el kilómetro 43,5 del río, cerca de la confluencia de los ríos Injuléts y Dniéper y a seis kilómetros al este del pueblo de Antónivka, que le da nombre.

## Historia
La construcción del puente comenzó en 1939, pero con el comienzo de la guerra germano-soviética se interrumpió tras la instalación de los primeros pilares. Los alemanes construyeron un puente ferroviario a cierta distancia río abajo, que fue destruido durante la guerra.
En 1949, un regimiento de ingenieros ferroviarios, familiarizados con la superación de barreras de agua, recibió el encargo de construir este puente estratégico de casi un kilómetro de longitud. Aquí creció un pueblo y se creó un polígono industrial. El puente ferroviario se puso en funcionamiento el 12 de diciembre de 1954, conectando el sur de Ucrania con Crimea.
Tras la invasión rusa de Ucrania que comenzó en 2022, el puente adquirió una importancia estratégica como ruta para las tropas rusas que se dirigían al oeste. Después de que el puente cayera en manos rusas durante los primeros días de la guerra, quedó intransitable debido a los ataques aéreos ucranianos durante el verano de 2022. El puente quedó completamente destruido en noviembre de 2022 durante la retirada de las tropas rusas de la orilla derecha del río Dniéper, al igual que el cercano puente de Antónivka.

## Estructura
El puente tiene una longitud de 140 metros, ancho de 9,5 metros y sus principales parámetros cumplen con los requisitos de una carretera de primera categoría con dos carriles por sentido. Dado que el puente está ubicado en el territorio de la ciudad de Hostómel, cuenta con acera e iluminación.
Durante la reparación capital del puente, se utilizaron estructuras y materiales modernos y duraderos.
La intensidad del tráfico a través del puente es de más de 25.000 coches al día.